# Coregonus zuerichensis
Coregonus zuerichensis és una espècie de peix de la família dels salmònids i de l'ordre dels salmoniformes que es troba a Europa: llacs Zuric, Walenstadt i Pfäffikon a Suïssa.